# Европско првенство у атлетици за јуниоре 2009 — 400 метара за јуниорке
Такмичење у трчању на 400 метара у женској конкуренцији на на 20. Европском првенству у атлетици за јуниоре 2009. у Новом Саду одржано је 23. и 24. јула 2009. на Стадиону Карађорђе.
Титулу освојену у Хенгело 2007, није бранила Данијела Гргић из Хрватске јер је прешла у млађе сениоре.

## Земље учеснице
Учествовало је 19 такмичарки из 14 земаља.
1. Босна и Херцеговина (1)
2. Италија (1)
3. Малта (1)
4. Република Македонија (1)
5. Немачка (2)
6. Португалија (1)
7. Русија (2)
8. Словачка (1)
9. Србија (1)
10. Турска (1)
11. Уједињено Краљевство (1)
12. Украјина (3)
13. Француска (2)
14. Шведска (1)

## Освајачи медаља
|                           |                              |                      |
| Јулија Баралеј · Украјина | Лилија Гафијатулина · Русија | Моа Јелмер · Шведска |

## Сатница
| Датум   | Време | Коло          |
| ------- | ----- | ------------- |
| 23. јул | 17:10 | Квалификације |
| 24. јул | 17:55 | Финале        |

## Рекорди
| Рекорди пре почетка Европског првенства 2009. | Рекорди пре почетка Европског првенства 2009. | Рекорди пре почетка Европског првенства 2009. | Рекорди пре почетка Европског првенства 2009. | Рекорди пре почетка Европског првенства 2009. | Рекорди пре почетка Европског првенства 2009. |
| Рекорди                                       | Атлетичарка                                   | Земља                                         | Време                                         | Место                                         | Датум                                         |
| --------------------------------------------- | --------------------------------------------- | --------------------------------------------- | --------------------------------------------- | --------------------------------------------- | --------------------------------------------- |
| Европски рекорд У-20                          | Грит Бреуер                                   | Источна Немачка                               | 49,42                                         | Токио, Јапан                                  | 27. август 1991.                              |
| Рекорди европских првенстава У-20             | Кристина Бремер                               | Источна Немачка                               | 51,27                                         | Атина, Грчка                                  | 23. август 1975.                              |

## Резултати

### Квалификације
Квалификације су одржане 23. јула. Такмичарке су биле подељене у 3 групе. У финале су се пласирале прве 2 из сваке групе (КВ) и 2 на основу резултата (кв).
Почетак такмичења: група 1 у 17:10, група 2 у 17:17, група 3 у 17:24.
| Место | Групе | Стаза | Атлетичарка          | Земља                | ЛР    | ЛРС   | Резултат | Белешка |
| ----- | ----- | ----- | -------------------- | -------------------- | ----- | ----- | -------- | ------- |
| 1.    | 2     | 6     | Јулија Баралеј       | Украјина             | 52,40 | 52,54 | 53,16    | КВ      |
| 2.    | 2     | 2     | Лилија Гафијатулина  | Русија               | 54,17 |       | 53,72    | КВ, ЛР  |
| 3.    | 1     | 6     | Лилија Зубкова       | Русија               | 53,03 | 53,03 | 53,75    | КВ      |
| 4.    | 2     | 8     | Моа Јелмер           | Шведска              | 54,12 | 54,80 | 54,07    | кв, ЛР  |
| 5.    | 2     | 7     | Валентина Цапа       | Италија              | 54,79 | 54,79 | 54,32    | кв, ЛР  |
| 6.    | 2     | 5     | Лаура Вејк           | Уједињено Краљевство | 54,07 | 54,07 | 54,37    |         |
| 7.    | 3     | 5     | Мерве Ајдин          | Турска               | 53,48 | 53,48 | 54,38    | КВ      |
| 8.    | 3     | 4     | Олга Земљак          | Украјина             | 53,69 | 54,36 | 54,43    | КВ      |
| 9.    | 1     | 2     | Алина Логвиненко     | Украјина             | 53,46 | 53,46 | 55,22    | КВ      |
| 10.   | 1     | 4     | Марал Фајцбакс       | Немачка              | 54,37 | 54,37 | 55,33    |         |
| 11.   | 3     | 3     | Елеа Маријама Дијара | Француска            | 54,14 | 54,14 | 55,43    |         |
| 12.   | 2     | 3     | Данијела Ференц      | Немачка              | 54,02 | 54,02 | 55,44    |         |
| 13.   | 1     | 3     | Александра Штукова   | Словачка             | 54,09 | 54,11 | 55,45    |         |
| 14.   | 3     | 4     | Жоселине Монтеиро    | Португалија          | 54,54 | 54,54 | 56,00    |         |
| 15.   | 1     | 7     | Наталија Жигович     | Мађарска             | 54,04 | 54,83 | 56,02    |         |
| 16.   | 2     | 4     | Марија Петровић      | Србија               | 57,14 |       | 57,37    | ЛРС     |
| 17.   | 1     | 5     | Клеманс Соргнард     | Француска            | 55,39 | 55,39 | 57,51    |         |
| 18.   | 3     | 5     | Христина Ристеска    | Република Македонија | 58,44 | 58,44 | 58,58    |         |
|       | 3     | 7     | Јасна Хорозић        | Босна и Херцеговина  | 55,02 | 55,02 | НС       |         |

### Финале
Финале је одржано 24. јула 2009. године.
Почетак такмичења: у 17:55.
| Место | Стаза | Атлетичарка         | Земља    | Резултат | Белешка |
| ----- | ----- | ------------------- | -------- | -------- | ------- |
|       | 4     | Јулија Баралеј      | Украјина | 52,80    |         |
|       | 3     | Лилија Гафијатулина | Русија   | 53,51    | ЛР      |
|       | 1     | Моа Јелмер          | Шведска  | 54,01    | ЛР      |
| 4.    | 7     | Олга Земљак         | Украјина | 54,46    | Диск.   |
| 5.    | 5     | Лилија Зубкова      | Русија   | 54,47    | ЛР      |
| 6.    | 6     | Мерве Ајдин         | Турска   | 54,57    |         |
| 7.    | 2     | Валентина Цапа      | Италија  | 54,65    |         |
| 8.    | 8     | Алина Логвиненко    | Украјина | 55,18    |         |